# Piracanjuba (empresa)
Piracanjuba é uma marca brasileira de leite e derivados do Grupo Piracanjuba.
É a 9ª marca mais escolhida nos lares de todo o país, conforme pesquisa Ranking Brand Footprint, da Kantar, divulgada em 2024 .

## Histórico
A Piracanjuba nasceu em 1955, no interior de Goiás. A manteiga foi o primeiro item da marca e se mantém no portfólio há mais de 69 anos. 
Entre as iniciativas para atender as necessidades mais específicas dos consumidores, em 2012, a Piracanjuba lançou o primeiro leite leite longa vida (UHT) zero lactose do mercado. Em 2022, introduziu o primeiro leite A2 de caixinha. Em 2023, lançou o leite UHT A2 zero lactose.
Desde então, estabeleceu esforços para ser reconhecida como uma marca de qualidade, inovadora e que atende as necessidades mais específicas dos consumidores. Em 2012, lançou o primeiro leite leite longa vida (UHT) zero lactose do mercado. Em 2022, introduziu o primeiro leite A2 de caixinha. A manteiga, primeiro item da marca, se mantém no portfólio há mais de 69 anos.
A marca também atua no segmento de nutrição infantil, com a linha excellence, lançada em 2022.
Um ano antes, em 2021, a Piracanjuba criou a Divisão Científica Piracanjuba Health & Nutrition – um departamento que funciona como centro de pesquisa e testes de produtos, com profissionais qualificados e equipamentos de última geração.

## Grupo Piracanjuba
Com origem no interior de Goiás, o Grupo Piracanjuba reúne as marcas Piracanjuba, LeitBom, Emana e as licenciadas Almond Breeze, Ninho e Molico. São mais de 200 produtos no portfólio e atuação que abrange áreas além de lácteos, como é o caso das bebidas vegetais, agricultura e formação técnica de produtores de leite.
Com quase 4 mil colaboradores, o Grupo Piracanjuba mantém operações em sete fábricas próprias, produzindo alimentos que são comercializados nacionalmente.

## Marketinge mídia
A marca, que na década de 2020 tornou-se famosa nacionalmente, trouxe a cantora e apresentadora Ivete Sangalo como garota-propaganda.

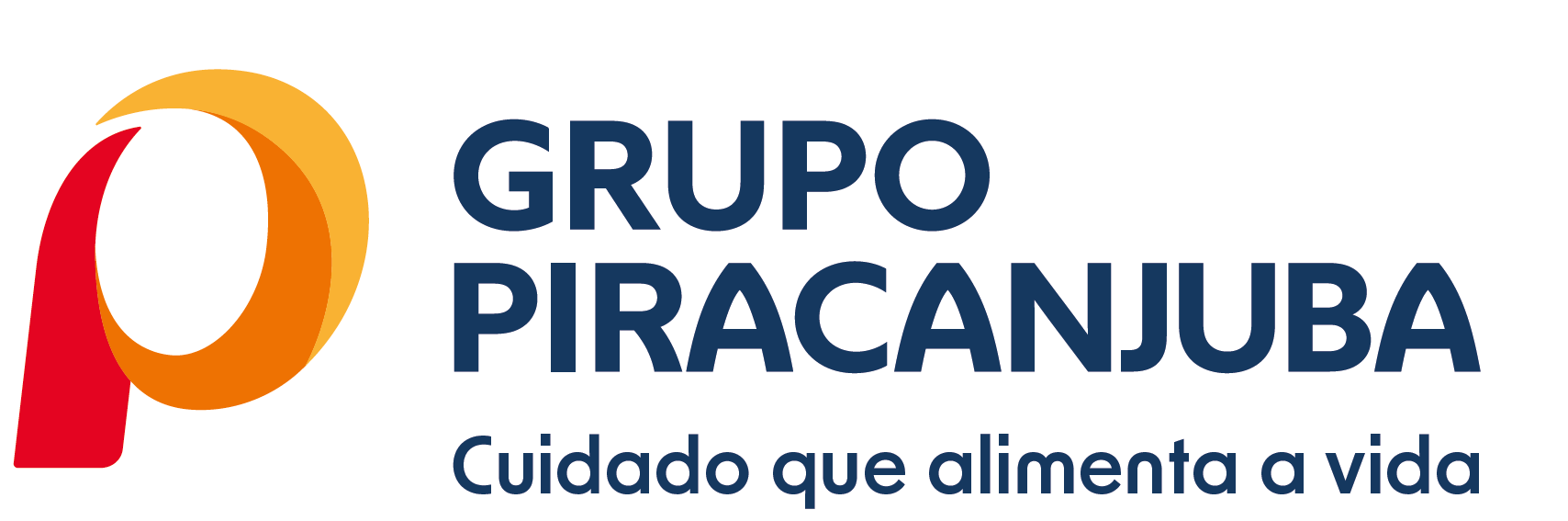
Grupo Piracanjuba 2024